# Iglesia de Nuestra Señora de los Dolores (Aljucer)
La iglesia Nuestra Señora de los Dolores de Aljucer (anteriormente iglesia san Lazaro es una iglesia parroquial situada en la plaza Presbítero Juan Sáez Hurtado junto a la acequia Alquiblaen la pedanía de Aljucer Murcia (Región de Murcia, España), el edificio actual data de la primera mitad del siglo XVIII, siendo uno de los exponentes del barroco murciano.

## Historia
La primitiva iglesia medieval de Aljucer se ubicó a mediados del siglo siglo XVIII]; el templo está dotado de un claro estilo barroco típico de los templos de la huerta Murciana de la época, según apuntan los historiadores, aunque aún está por confirmar esta se encuentra construida sobre el solar de una antigua mezquita.
Esta iglesia ejerce la función de parroquia desde el 14 de septiembre de 1900. 
En el año 1936 durante la Guerra Civil la iglesia sufrió diversos ataques, siendo incendiada y quedando destruida casi en su totalidad, más adelante en el año 1990 se consiguió que esta fuese restaurada consiguiendo un aspecto muy similar al original.
En el interior de esta nos encontramos con la Virgen de los dolores patrona del pueblo de Aljucer el cual celebra sus Fiestas Patronales en su honor, a esta imagen de la Virgen María se le conoce con este nombre por la presencia que tuvo en una serie de acontecimientos en la vida de Jesús en los que estuvo presente, la religiosidad popular distingue 7 dolores cada uno de ellos representado con un puñal.
Esta escultura de tamaño natural fue tallada por el escultor Juan González Moreno natural de Aljucer premiado en la Comunidad de Murcia y fuera de esta por su gran labor artística, esta talla sustituyó a la original en el año 1952 tras la desaparición de la talla original obra del escultor Roque López gan discípulo de Salcillo, esta fue esculpida en el año 1783.

## Arquitectura
Este templo de arquitectura barroca está fabricado de piedra y ladrillo, consta de una planta de cruz latina la cual queda dividida en 3 naves, dos de ellas laterales y una central más grande, el crucero de esta estructura de cruz latina queda coronado por una cúpula sobre pechinas y tambor. 
Tanto las líneas como la ornamentación de la fachada son sencillas, destacando en esta las curvas y las rectas, en la zona norte de la fachada encontramos la única torre de la iglesia, esta consta de 4 campanas tanto la cúpula del carmín, como la central y la de la torre están rematadas con tejas con un acabado vidriado de color verde azulado, sobre cada una de las cúpulas de la iglesia se halla una veleta.
La iglesia posee en la entrada un pequeño atrio rematado con una baranda. La puerta principal está decorada con un pseudo frontón triangular, por encima de este se hallan tres vanos adintelados.
En el interior del edificio observamos también rasgos claros de la estética barroca de Murcia, en esta reinan los lazos de color azul y las formas geométricas, Las pechinas de la cúpula central están decoradas con la representación mediante pintura de los cuatro evangelistas. 
En el altar mayor de la parroquia aún se conservan las partes del siglo XVII de Las Clarisas de Santa Verónica pertenecientes al antiguo retablo, esta estructura fue rehabilitada en el los años 40 del siglo XX.

## Patrimonio
En la actualidad se puede observar en el Altar Mayor del templo las partes conservadas del antiguo retablo, consiste en una obra que combina plata corlada y madera con pilastras y columnas además de entablamentos muy ornamentados y ánforas.
Entre su patrimonio escultórico la iglesia guarda diversas imágenes destacables, entre otras las más representativas son la del Cristo Crucificado o Jesús Nazareno esculpidas ambas por el aljucereño Juan González Moreno a mediados de los años 40 del siglo XX y especialmente la de la Dolorosa, esculpida también por el mismo escultor en la actualidad el templo está dedicado a la Virgen de los Dolores desde el último tercio del siglo XIX siendo considerada patrona del pueblo, la parroquia asumió su nombre cuando la iglesia se convirtió en sede de una parroquia propia en septiembre de 1900.

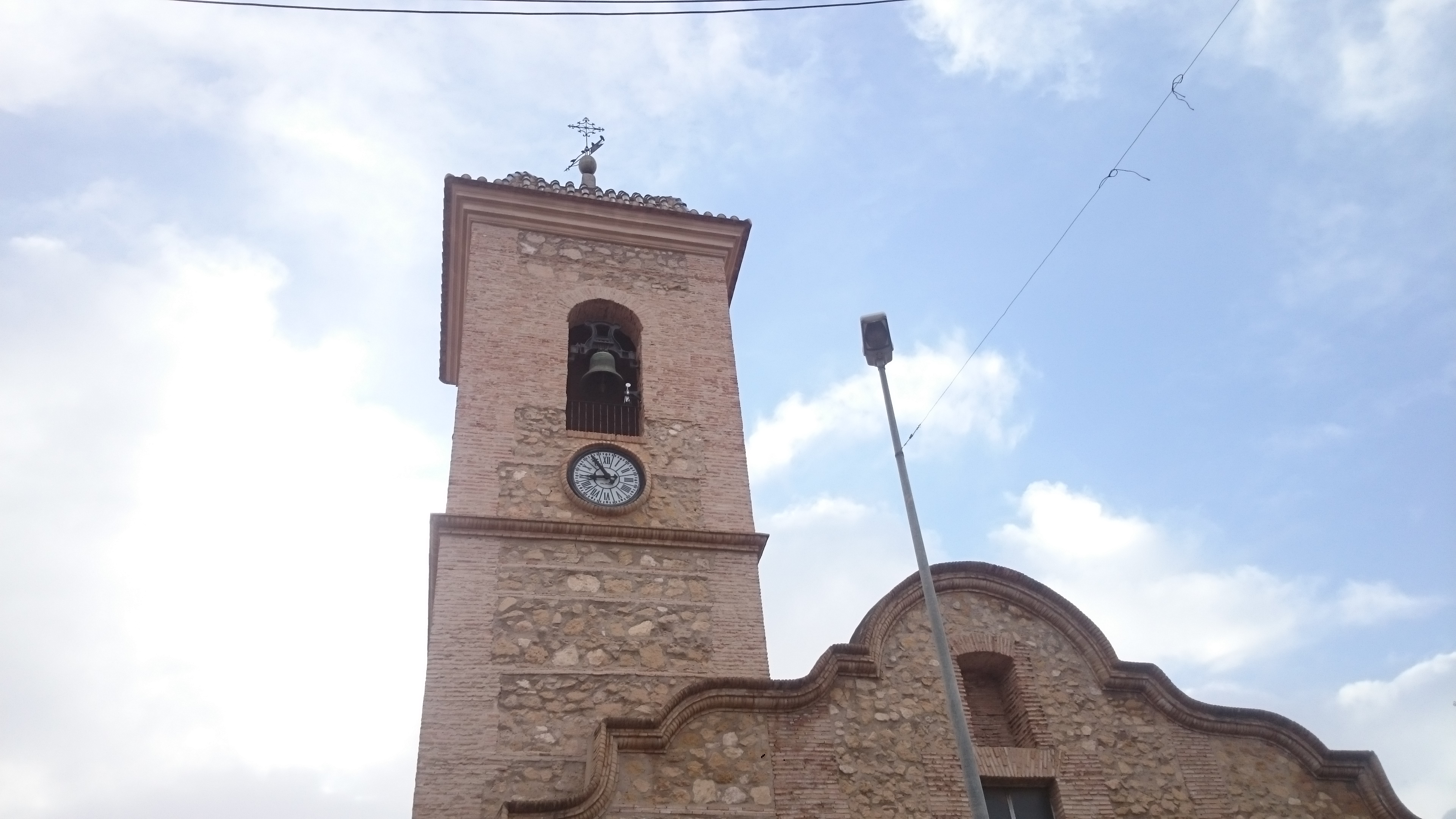
Torre iglesia aljucer

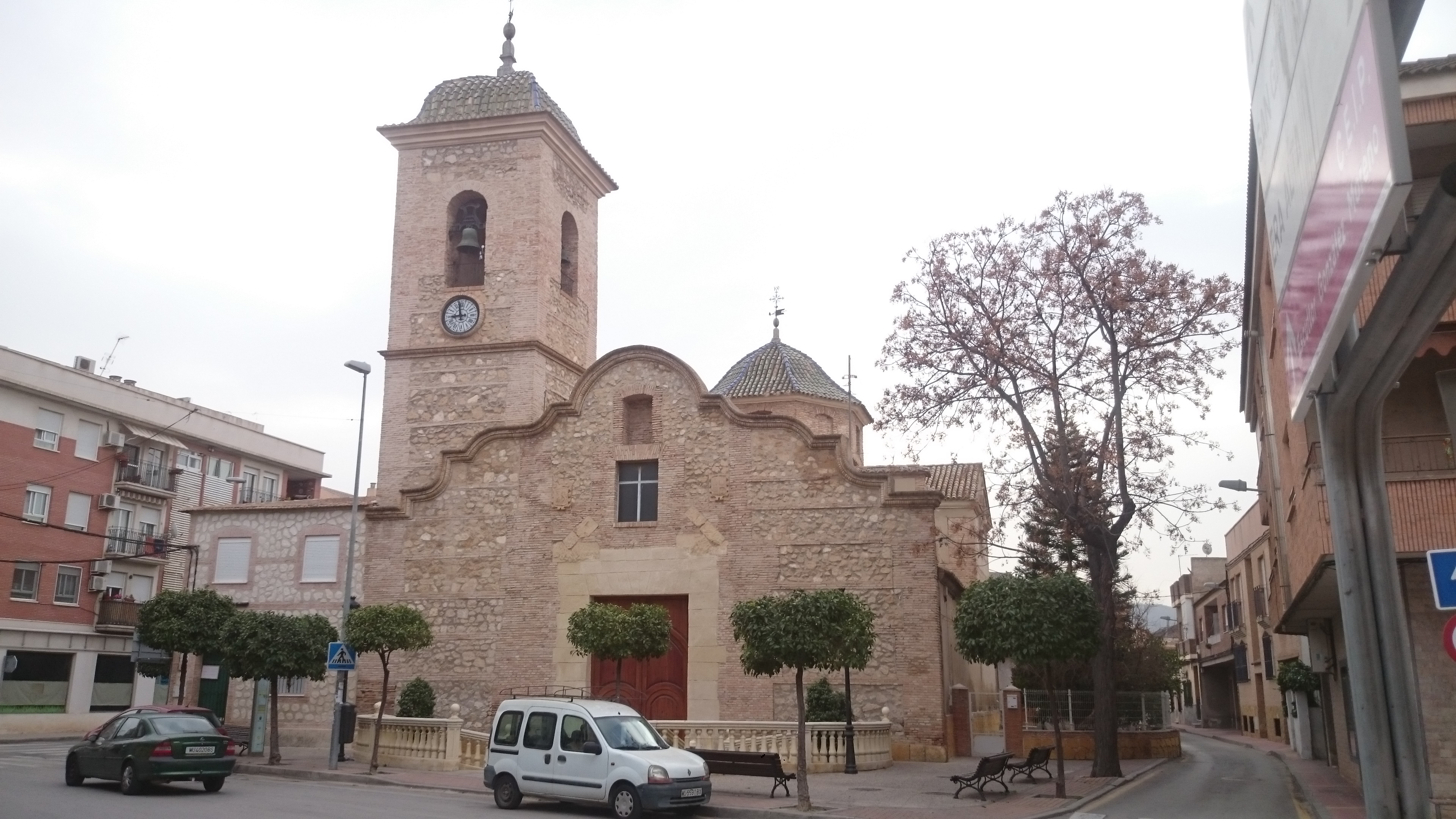
Iglesia de aljucer

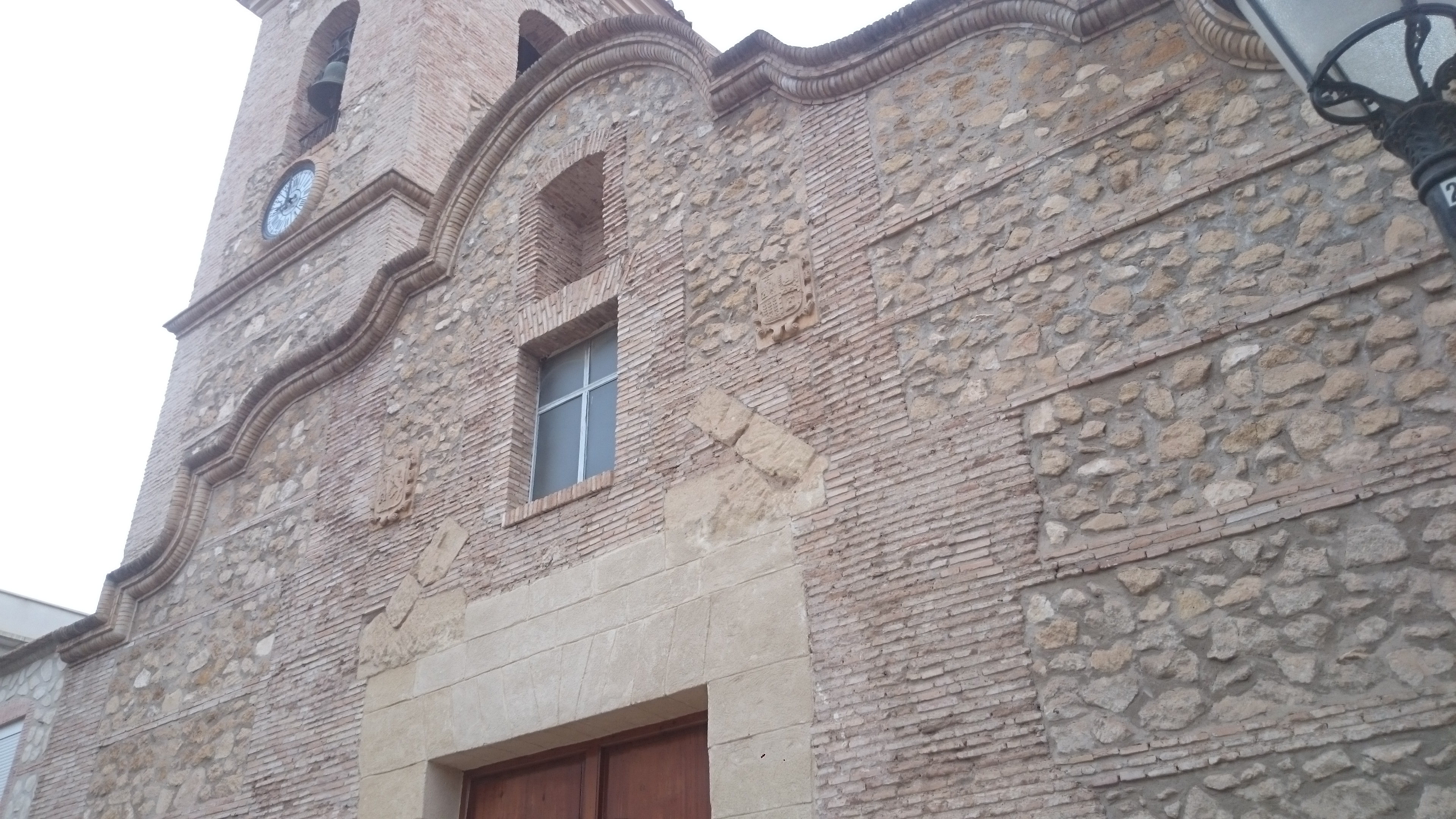
escudos iglesia de aljucer